# Клетская
Кле́тская — станица в Волгоградской области России, административный центр Клетского района и Клетского сельского поселения.

## Географическое положение
Станица расположена вблизи правого берега Дона в 125 км к северо-западу от Волгограда.

## История
Точное время возникновения станицы не известно, но в 1578 году она уже существовала. Впервые станица Клетская упоминается в документах в 1578 году. Первое поселение было на левой стороне Дона. Весенние разливы вынудили жителей переселиться в район х. Староклетского.
В 1730 году в станице построена деревянная во имя Матери божьей церковь.
В 1793 году, терпя разорение от наводнения станица в четвёртый раз и уже окончательно переходит на постоянное место.
По сведениям 1822 года в ней были: 1 каменная (Знаменская церковь) и 1 деревянная (Живоначальной Троицы) церкви, 737 домов, 3 водяные и 60 ветряных мельниц. Вокруг неё располагалось 39 хуторов с одной каменной церковью.
Казачество занималось земледелием и скотоводством, ремеслами. Мужчины несли воинскую службу. Богаты своеобразными традициями и обычаями жизнь и быт казаков. Многие из них существуют и поныне. Клетские казаки активно принимали участие в установлении советской власти в районе и гражданской войне.
С 1928 года станица Клетская стала центром только что образованного Клетского района Сталинградской области. Решением облисполкома от 22 июня 1965 года станица Клетская Клетского сельсовета была отнесена к категории рабочих поселков, присвоено ему наименование поселок Клетский, Клетский сельсовет был переименован в Клетский поселковый Совет.

### Война

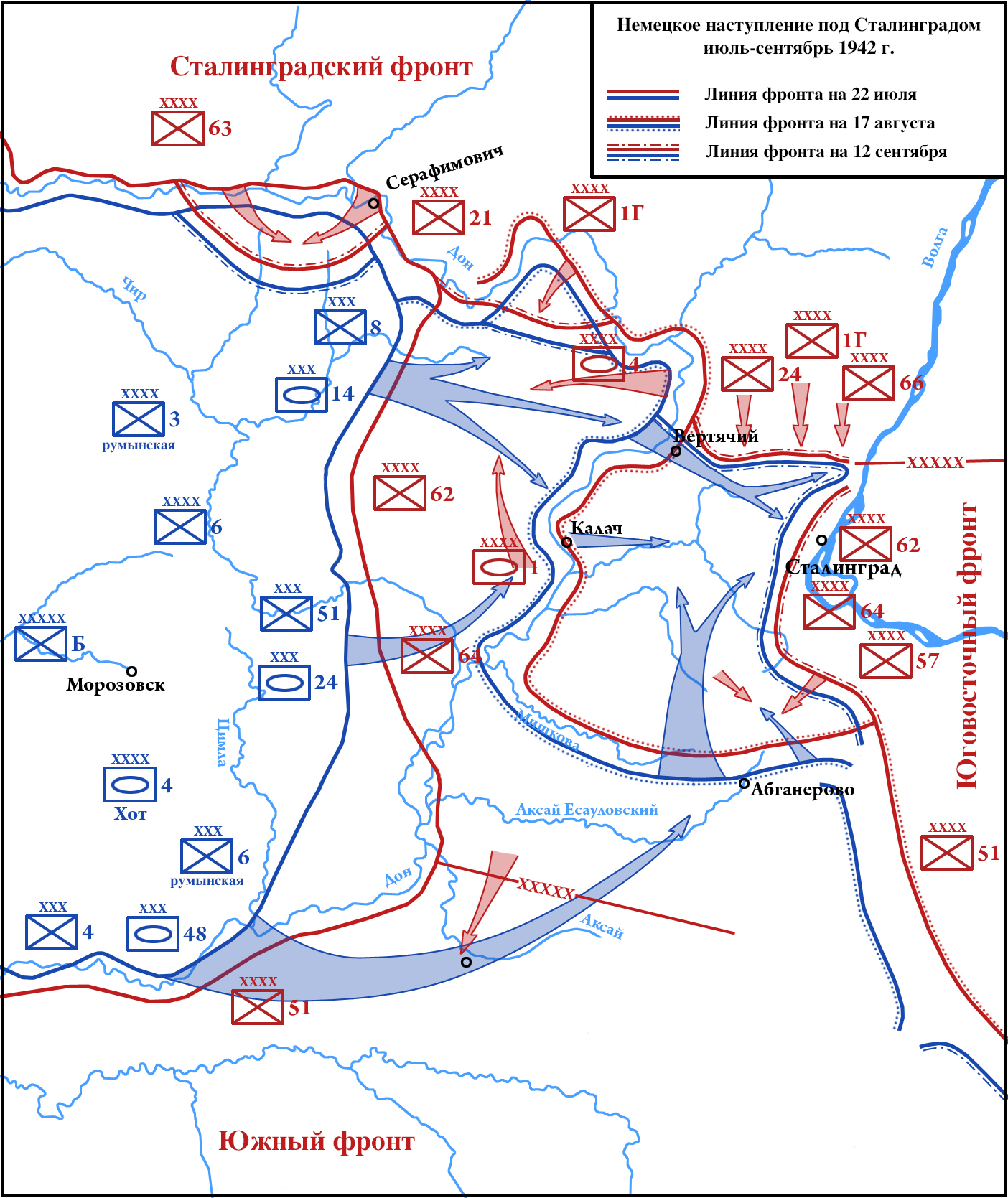
Сражение у Калача (август 1942)

23 июля 1942 года 8-й армейский корпус вермахта из состава 6-й армии вермахта начал наступление от Клетской в направлении Калача-на-Дону. Это положило начало сражению в большой излучине Дона (также известно как сражение у Калача-на-Дону)

### Перестройка
Решением Малого совета облсовета от 24 марта 1992 года № 8/100 было отменено решение облисполкома от 22 июня 1965 года № 17/353 «Об отнесении ст. Клетской к категории раб. поселка», оставив за данным населенным пунктом прежнее название — станица Клетская. Клетский поселковый совет был преобразован в Клетский сельсовет с центром в станице Клетской. В состав сельсовета включены хутора Караженский, Мелоклетский, Поднижний, ранее подчиненные Клетскому поссовету.

## Население
| 1859 | 1873 | 1897 | 1915 | 1939 |
| ---- | ---- | ---- | ---- | ---- |
| 1451 | 1970 | 2808 | 3591 | 3789 |

| 1959 | 1970  | 1979  | 1989  | 2002  | 2010  | 2021  |
| ---- | ----- | ----- | ----- | ----- | ----- | ----- |
| 3375 | ↗4673 | ↗4796 | ↗5126 | ↗5350 | ↘5323 | ↘4975 |

## Инфраструктура
Администрация района.
В XIX веке в станице Клетской и окрестностях строились паровые и водяные мельницы, кузницы, существовали мастерские ремесленников, процветали земледелие и животноводство, рыбная ловля. Были здесь три пекарни, до 20 лавок и магазинов.

## Транспорт
До ближайшей железнодорожной станции в городе Суровикино — 90 км.